# Georg von Hollen
Amandus Karl Georg von Hollen, ab 1866 Freiherr von Hollen (* 13. Juni 1845 in Schönweide; † 6. September 1900 in Kiel) war ein deutscher Marineoffizier, zuletzt Vizeadmiral.

## Leben
Hollen war Sohn des Gutsbesitzers Julius von Hollen. Er trat am 21. Juni 1859 als Kadettenaspirant in die Preußische Marine ein und machte Expeditionen auf Hela, Gazelle und Gefion mit.
Im Deutsch-Dänischen Krieg nahm er am 17. März 1864 an Bord der Arcona am Seegefecht bei Jasmund teil. Er wurde 1865 zum Unterleutnant zur See befördert und absolvierte später mehrere Seereisen. 1871 wurde er Mitglied der preußischen Artillerieprüfungskommission. Als Korvettenkapitän wurde er 1876 Vorstand der Artillerieabteilung der Kaiserlichen Admiralität.
Beim Zusammenstoß der beiden Kriegsschiffe Großer Kurfürst und König Wilhelm  am 31. Mai 1878 in der Straße Dover/Calais war Hollen als Erster Offizier auf SMS König Wilhelm. Bei dem Unglück starben 269 Seeleute (von 487); SMS Großer Kurfürst sank vor Folkestone. Als Kommandant befehligte er 1880/81 die Korvette Ariadne und – nachdem er 1882 zum Kapitän zur See befördert worden war – 1886 bis 1887 die Fregatte Stein.
1883 wurde Hollen Inspekteur der Marineartillerie und 1889 beförderte man ihn zum Konteradmiral und gleichzeitig zum Vorstand des Hydrographischen Amtes im Reichsmarineamtes. Am 1. April 1891 wurde er Direktor des Allgemeinem Marinedepartements des Reichsmarineamtes und am 20. Januar 1892 zur Disposition gestellt. Hollen erhielt am 17. Oktober 1892 den Charakter als Vizeadmiral.
Hollen hatte sich 1874 mit Luise von Stosch (* 1852) verheiratet. Sie war eine Tochter von Albrecht von Stosch. Der Landrat Karl von Hollen war sein Bruder.